# Taigaglanslibel
De taigaglanslibel (Somatochlora alpestris) is een echte libel (Anisoptera) uit de familie van de glanslibellen (Corduliidae). De wetenschappelijke naam van de soort werd in 1840 als Cordulia alpestris gepubliceerd door Edmond de Selys Longchamps.